# Accius Sura
Accius Sura (fl. aut. 100) était un homme politique de l'Empire romain.

## Vie
Il fut préteur autour de 100.
Il fut le grand-père paternel d'Accius Julianus.